# ピーター・ウィット・カー

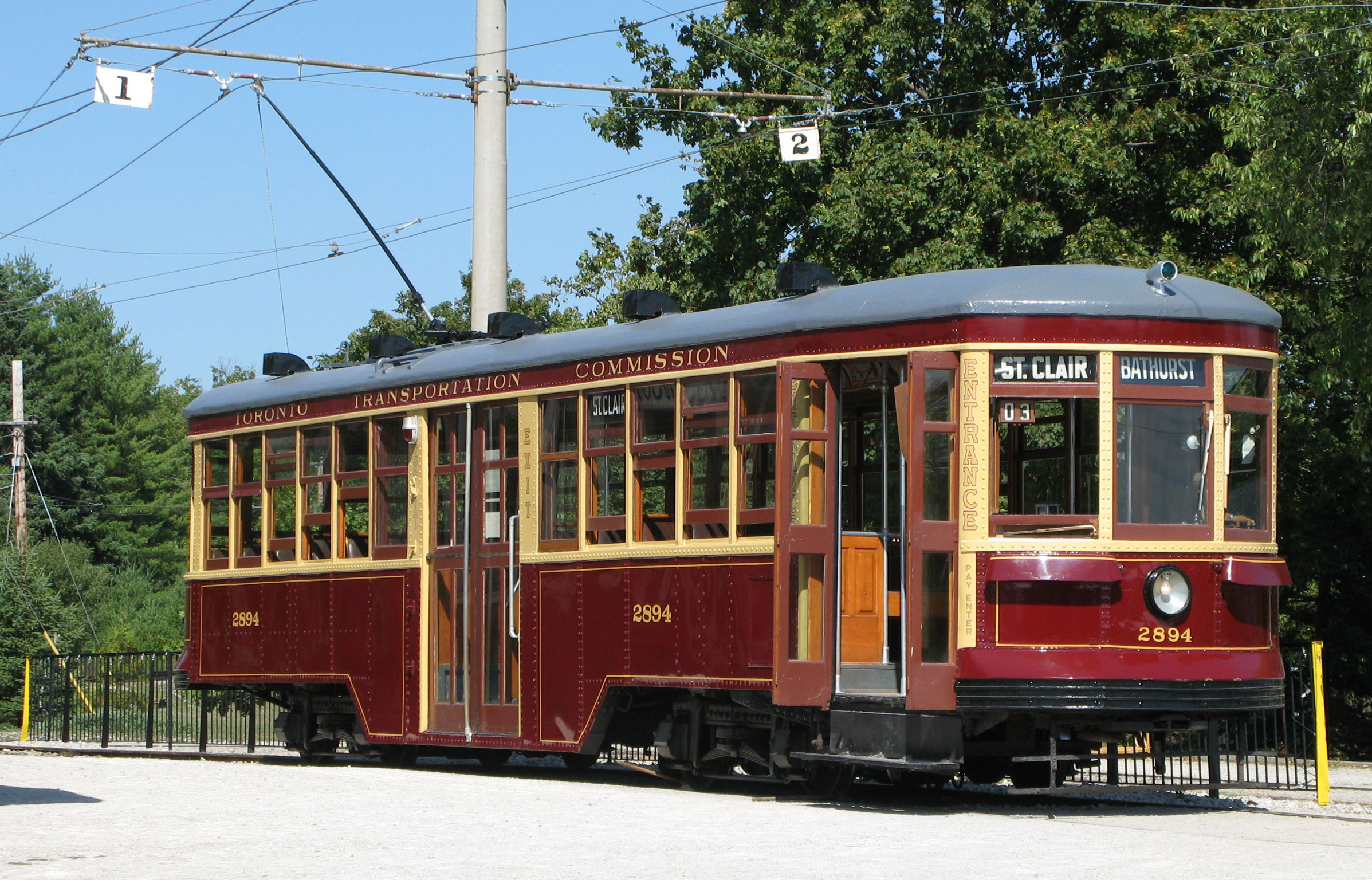
トロント市電（カナダ）のピーター・ウィット・カー（2007年撮影）

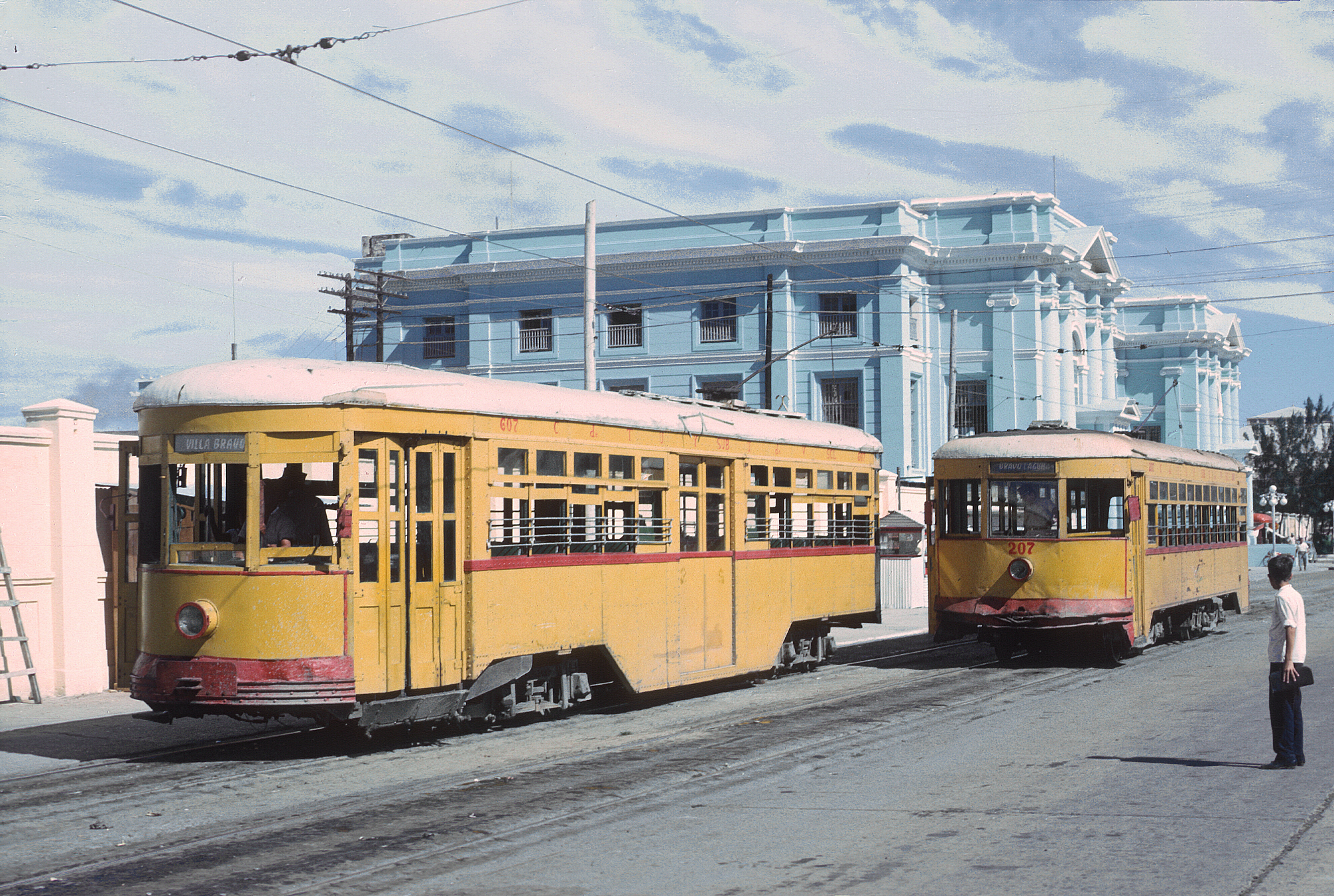
ベラクルス（メキシコ）のピーター・ウィット・カー（左、1966年撮影）

ピーター・ウィット・カー（英語: Peter Witt Streetcar）は、アメリカ合衆国で開発された路面電車車両の形態。車体の前方と中央の2箇所に乗降扉が設置されたのが特徴で、乗客の流動性や運賃徴収の正確化・迅速化が図られている。

## 概要

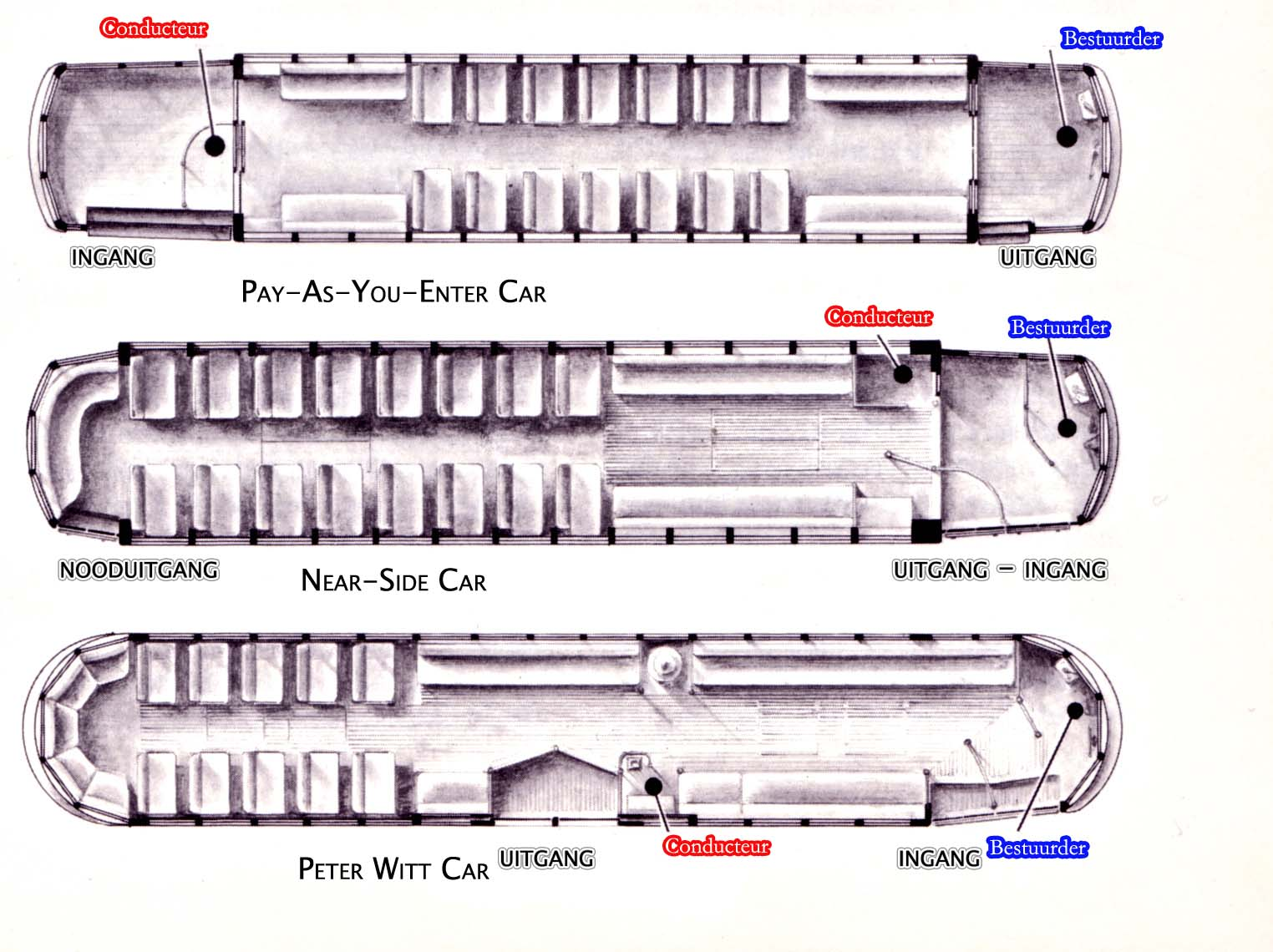
車内配置の比較
上段：PAYE（後乗り・前降り）
中段：ニアサイド（前乗り・前降り）
下段：ピーター・ウィット・カー（前乗り・後降り）

### 開発までの経緯
20世紀初頭、利用客が増加の一途を辿っていたアメリカの路面電車における課題に、運賃徴収の正確化・迅速化と乗客の流動性の向上があった。馬車鉄道から発展した路面電車では、乗客は前後2箇所にある乗降扉から自由に乗車・降車を行い、車掌は乗車した乗客から各自運賃を徴収する方法が取られていたが、車内が混雑するラッシュ時では車内の往来が難しく、より迅速かつ正確な運賃の徴収方法が求められるようになっていた。
そこで、後方の乗降扉付近に車掌台を設置し、乗客は運賃を支払った上で後方扉から乗車し、前方の扉から降りる「PAYE（Pay As You Enter）」と呼ばれる方法が1905年に開発された他、同年代には乗降扉を前方にのみ設置した「ニアサイド（Nearside）」と呼ばれる形態の車両も製造された。これらの形態は運賃の正確な徴収には貢献したものの、乗客の流動性において難があり、双方に適した車両の開発が求められるようになった。そこで、当時クリーヴランドに存在したクリーヴランド鉄道の運営委員の1人であったピーター・ウィット（Peter Witt）が1914年に開発したのが、彼の名を取って「ピーター・ウィット・カー」と呼ばれる事となった一連の電車である。

### 構造
ピーター・ウィット・カーは片運転台の大型車体（ボギー車）を有し、車体の前方(運転台付近)と中央の2箇所に乗降扉が存在し、車掌台は中央扉付近に存在する。乗客は前方の扉から乗車し中央の扉から下車する「前乗り・後降り」を前提としており、乗車した乗客は先に運賃を支払い後方の座席に座るか、前方の座席に座り降車時に運賃を支払う形となっている。これにより、乗客から正確な料金の徴収が可能となっている他、乗客の流動性が向上する事で電停の停車時間の削減も図られ、結果的に路面電車の増便や高速化などの利便性向上に貢献出来る。

## 運用

### 北アメリカ
最初のピーター・ウィット・カーは1915年にクリーヴランド鉄道に導入された50両（200 - 249）で、導入当初は「カー・ライダーズ・カー（Car Rider's Car）」と呼ばれていた。以降はアメリカやカナダ各地の鉄道車両メーカーによって同型の車両が両国に導入された。
1930年代以降、自動車の発達による乗客の減少や賃金の高騰などの要因により各地の路面電車事業者は合理化を余儀なくされた。その中でピーター・ウィット・カーに関しても中央に配置されていた車掌の業務を廃止し、運転士が運賃の管理も行うワンマン運転への転換が行われ、乗客は前方の扉で運賃の支払いを行う形に改められた。中にはダラスのように中央扉を埋め車体前後に扉を設置した都市も存在した。また、同年代以降は後継車両にあたる高性能路面電車であるPCCカーの導入が各都市で始まり、多くのピーター・ウィット・カーが置き換えられたが、一方でモータリーゼーションの急速な進展により路面電車自体の廃止も進み、クリーヴランド鉄道のように先にPCCカーを全て他社へ譲渡した上で全廃時までピーター・ウィット・カーを運用する事例も存在した。現役引退後もアメリカやカナダ各地の博物館で多数の車両が保存されており、動態保存が行われている事例も多い。
アメリカ合衆国およびカナダにおけるピーター・ウィット・カーの主要導入先は以下の通りである。
| 国                            | 都市・運営組織                                                      | 備考・参考 |
| ----------------------------- | ------------------------------------------------------------------- | --- |
| アメリカ合衆国                | ボルチモア (ボルチモア交通会社)                                     | 1930年に150両を導入                                                                                                  |
| アメリカ合衆国                | ボルチモア (ユナイテッド・レールウェイ・アンド・エレクトリック会社) | 高速運転に対応、一部車両はウェスティングハウス（WH）が開発した自動速度制御システムやWN駆動方式を試験的に採用         |
| アメリカ合衆国                | ニューヨーク (ブルックリン・アンド・クイーンズ交通)                 | [ 11 ] |
| アメリカ合衆国                | シカゴ (シカゴ・サーフェス・ライン)                                 | 詳細は「ピーター・ウィット・カー (シカゴ・サーフェス・ライン)」を参照                                                |
| アメリカ合衆国                | クリーヴランド (クリーヴランド鉄道)                                 | ピーター・ウィット・カー初の導入先                                                                                   |
| アメリカ合衆国                | ダラス (ダラス・レールウェイ・アンド・ターミナル会社)               | 1930年代以降扉位置を変更                                                                                             |
| アメリカ合衆国                | デトロイト (デトロイト市市街電車運行局)                             | 1921年から1931年の間に781両を導入 路線全廃後は一部車両が両運転台・両方向式への改造の上メキシコシティ(メキシコ)へ譲渡 |
| アメリカ合衆国                | バッファロー (インターナショナル鉄道)                               | [ 15 ] |
| アメリカ合衆国                | ロサンゼルス (ロサンゼルス鉄道)                                     | 1930年に試作車2両(2601・2602)を導入                                                                                  |
| アメリカ合衆国                | ルイビル (ルイビル鉄道)                                             | |
| アメリカ合衆国                | ロチェスター (ニューヨーク州鉄道)                                   | クリーヴランド鉄道の注文流れ車両、1916年に50両を導入                                                                 |
| アメリカ合衆国                | ロチェスター (ロチェスター地下鉄)                                   | |
| アメリカ合衆国                | フィラデルフィア (フィラデルフィア高速交通) (フィラデルフィア交通)  | 一部は「ニアサイド」からの改造車両(中央扉を増設)                                                                     |
| アメリカ合衆国                | セントルイス (セントルイス公共交通)                                 | [ 19 ] |
| アメリカ合衆国 (プエルトリコ) | サンフアン (ポルト・リコ鉄道・照明・発電会社)                       | |
| カナダ                        | ロンドン (ロンドン・ストリート鉄道)                                 | 1923年にクリーヴランド鉄道から5両を譲受、1935年まで使用                                                              |
| カナダ                        | サスカトゥーン (サスカトゥーン市営鉄道)                             | 一部車両はロンドン・ストリート鉄道の譲渡車両                                                                         |
| カナダ                        | オタワ (オタワ電気鉄道)                                             | |
| カナダ                        | トロント (トロント交通局：トロント市電)                             | 詳細は「ピーター・ウィット・カー (トロント交通局)」を参照                                                            |

### 北アメリカ以外
輸送力や流動性に優れた構造を有するピーター・ウィット・カーはアメリカ合衆国やカナダ以外の路面電車にも大きな影響を与え、メキシコシティ（メキシコ）やマドリード（スペイン）、ブリュッセル（ベルギー）、メルボルン（オーストラリア）など世界各国に同様の構造を持つ車両が導入された。その中で特に大量導入が行われたのは以下の都市である。

#### イタリア：ミラノ

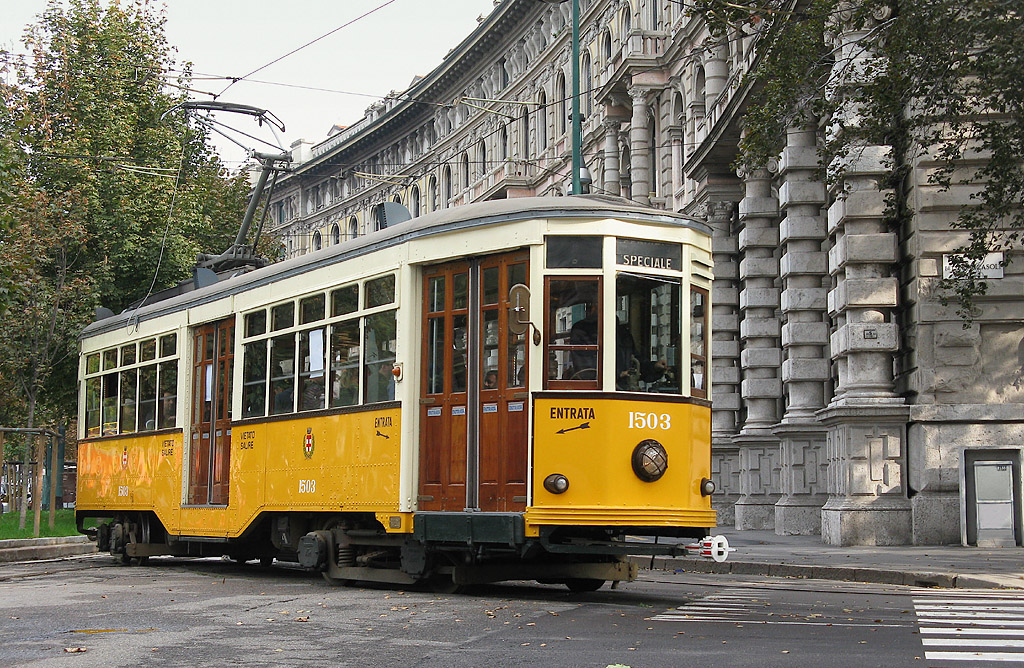
1500形（2012年撮影）

1920年代、イタリアの大都市・ミラノ市内を走るミラノ市電では輸送力の増加に対し従来の2軸車を主体とした運用では対応が難しい状況に陥っていた。そこで、老朽化が進んでいたこれらの車両の置き換えも兼ねて1927年にピーター・ウィット・カーを基にした大型ボギー車である1500形の試作車が製造され、その成果を受けて1928年から1930年にかけて500両もの大量生産が実施された。製造当初はアメリカのピーター・ウィット・カーと同様に乗降扉は前方・中央の2箇所のみに存在したが、1931年以降後方にも扉が追加された。2015年時点でも160両近くの車両がミラノ市電に在籍している他、サンフランシスコのFライン（サンフランシスコ市営鉄道）を始めアメリカ合衆国各地の路面電車で動態保存が行われている車両も多数存在する。

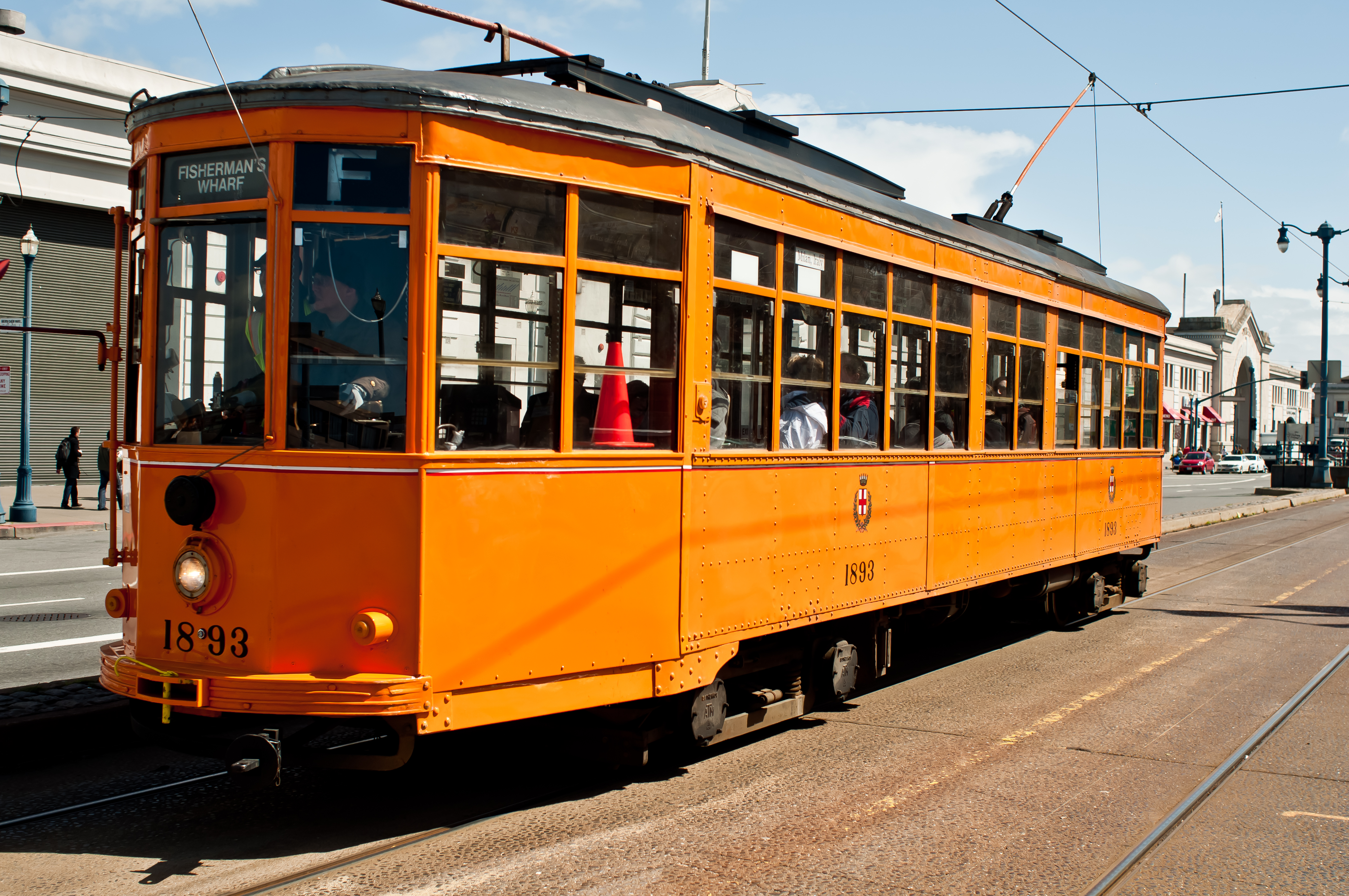
サンフランシスコ市営鉄道で使用される1500形（2011年撮影）
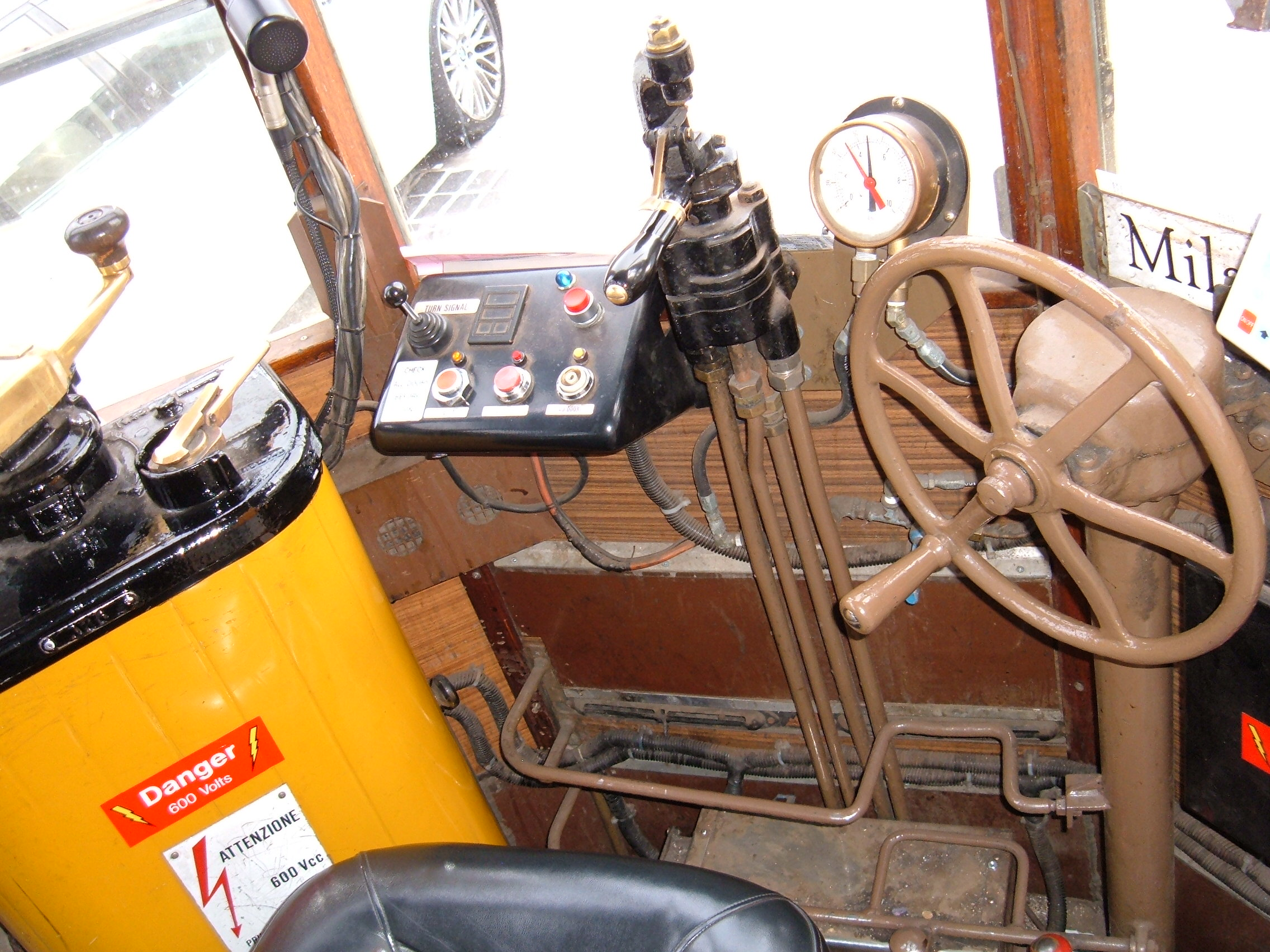
運転台（2008年撮影）
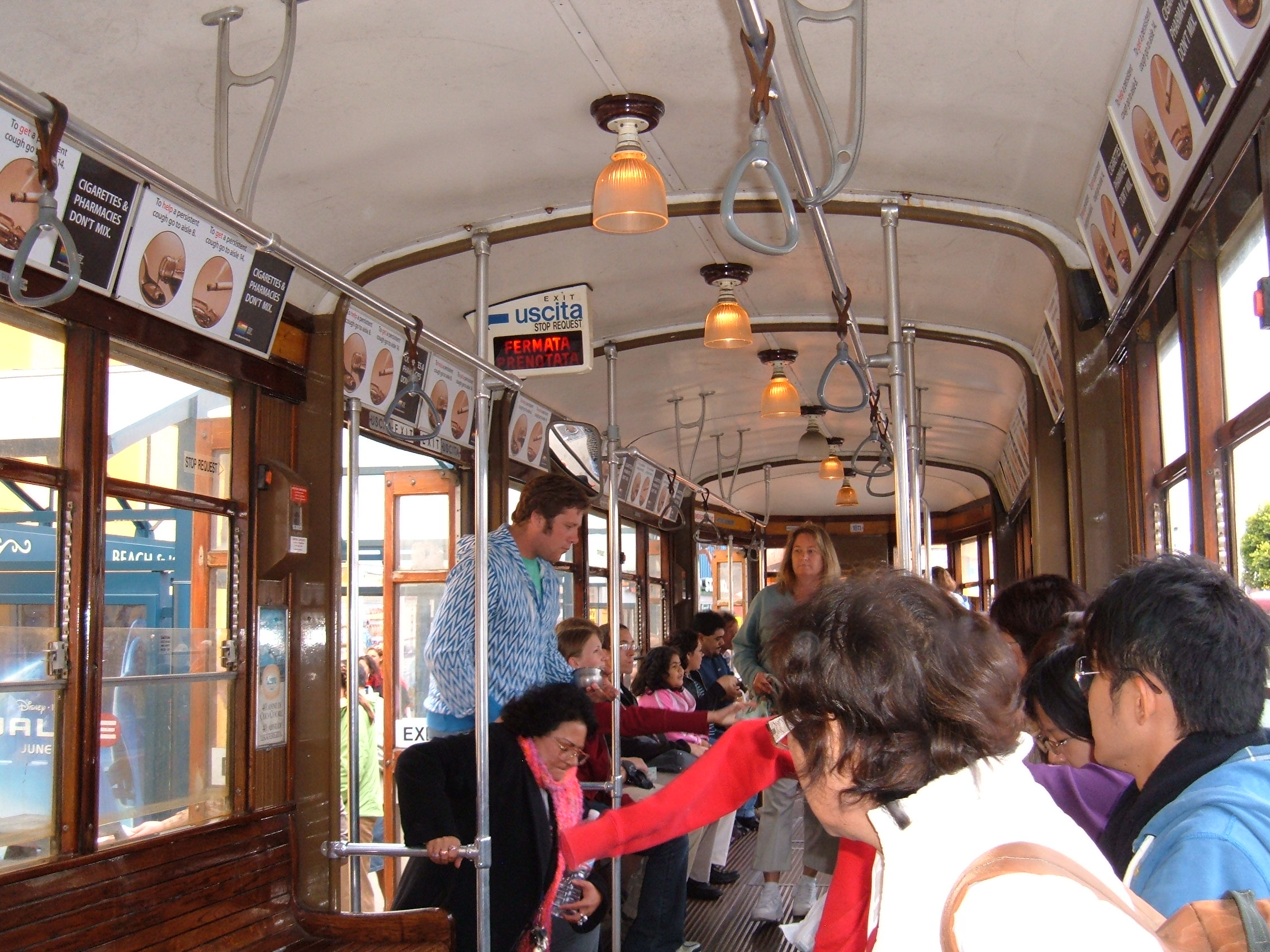
車内（2008年撮影）

#### ソビエト連邦：レニングラード

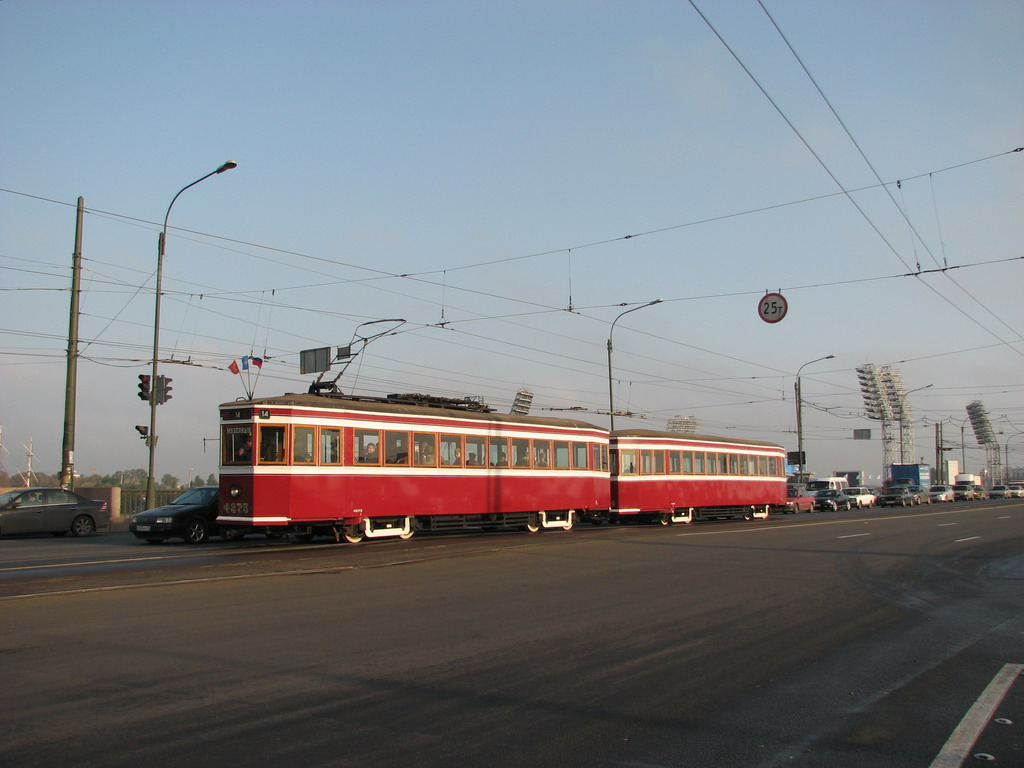
LM-33（左）
LP-33（右）

ソビエト連邦（現：ロシア）の大都市であるレニングラード（現：サンクトペテルブルク）市内の路面電車・レニングラード市電でも、1920年代以降の利用客の増加により従来の2軸車を主体とした運用では輸送力の不足が大きな課題となった。それを解決するため、1930年代初頭にレニングラードの技術者たちはアメリカを始めとした海外の路面電車の視察を実施し、その中でピーター・ウィット・カーを基にした大型ボギー車を開発する事が決定した。試作車はピーター・ウィット・カーと同様に扉が前方・中央の2箇所のみに存在したが、流動性を向上させるため量産車は後方にも扉を追加した3扉車に改められた。1933年から製造が行われ、当初はアメリカ（Америка）を由来とした形式名が付けられたが、冷戦の影響で戦後にLM-33（電動車）およびLP-33（付随車）への改名が実施された。1979年まで営業運転に用いられ、2020年現在もLM-33およびLP-33が1両ずつ動態保存されている。